# لئونارد پارکر
 لئونارد پارکر (انگلیسی: Leonard Parker؛ زاده ) یک فیزیک‌دان است.